# مایکل مورونی
مایکل مورونی (به انگلیسی: Michael G. Morony) (متولد ۳۰ سپتامبر ۱۹۳۹) استاد دانشگاه کالیفرنیا، لس آنجلس
از سال ۱۹۷۴ تا به الان، متخصص در تاریخ باستان و اسلامی خاور نزدیک است 

## آثار
- "Iraq after the Muslim Conquest" (Princeton 1983)
- The History of al-Tabari, Vol. XVIII, "Between Civil Wars: The Caliphate of Mu'awiyah" (Albany, 1987), translation
- "Production and the Exploitation of Resources" بایگانی‌شده  در ۱۴ ژوئیه ۲۰۱۴ توسط Wayback Machine, Series: The Formation of the Classical Islamic World: 11, 2002, ISBN 978-0-86078-706-8 (ed.)
- "Manufacturing and Labour" بایگانی‌شده  در ۲۳ سپتامبر ۲۰۱۵ توسط Wayback Machine, Series: The Formation of the Classical Islamic World: 12, 2003, ISBN 978-0-86078-707-5 (ed.)